# Posadilla (Córdoba)
Posadilla es una pedanía perteneciente al término municipal de Fuente Obejuna (Córdoba).
Ubicada sobre un cerro, a 720 metros sobre el nivel del mar, en plena Sierra de los Santos (dentro de Sierra Morena) al sureste de la villa de Fuente Obejuna, de la que dista unos 23 kilómetros aproximadamente y de la que depende administrativamente. Su posición puede considerarse una encrucijada de caminos y antiguas vías de comunicación que enlazaban los pueblos cercanos entre sí y con tierras sevillanas y extremeñas.
En la actualidad (datos del año 2012), cuenta con 199 habitantes, que en su mayoría se dedican a labores agrícolas y ganaderas.

## Orígenes de la aldea
Por encontrarse en un cruce de caminos, hay muchas razones de peso para considerar que el nombre de la aldea se debe a que allí existió una pequeña posada donde se hospedaban las personas que transitaban por dichos caminos (pastores, arrieros, negociantes...).
Posiblemente la aldea se fundó en torno a la posada de Diego Alfonso, que, quizá fuera de escasas dimensiones llamándola posadilla. Esta pequeña posada habría estado ubicada en la zona de la "quebrailla", actual calle del Morquino.
Según algunos autores, esta Posada ya existía entre los siglos XIII y XIV, aunque no hay información de que constituyese una aldea hasta el siglo XV, ya que en el siglo XVI, concretamente en 1549, la aldea de Posadilla se convierte en Parroquia.
El Diccionario Geográfico-Estadístico-Histórico de España, de Pascual Madoz,(año 1849) definía a Posadilla como:

POSADILLA-. ald. en la prov. y dióc. de Córdoba (12 leg.), part. jud., ayunt. y term, de Fuente-Obejuna (2 1/2). Sit. en sierra donde le combaten comúnmente los vientos del N., S. y O.: Su clima es bastante frío en invierno y caluroso en verano, y las enfermedades que reinan con más frecuencia son dolores de costado y tercianas. Tiene 121 Casas, igl. parr. (Espíritu Santo) servida por un cura párroco, y varias fuentes fuera del pueblo, de cuyas exquisitas aguas se surte el vecindario. Confina N. Belmez; E. San Calixto ; S. Villanueva del Rey, y O. Fuente-Obejuna. En sus inmediaciones se encuentran los caseríos titulados La Solana, Las Joyas, La Cañada, Los Mateos y el de Mesegoso. El Terreno aunque escabroso, es de buena calidad, estando la mayor parte de él poblado de encinas: lo baña el riachuelo Benajarafe, que tiene su nacimiento a la dist. de 1/2 leg. de la ald. que se describe, y confluye con el Bembezar. Caminos: estos son de pueblo a pueblo y se hallan en bastante mal estado. Produce cereales y vino; ganado cabrío y de cerda; caza mayor y menor, y pesca de peces. Ind.: la agrícola y 4 molinos harineros. Pobl.: 113 vec. 389 alm. Contr.: con el ayunt.

## Fiestas
- Romería en honor a la Virgen de Fátima, celebrada el segundo sábado de mayo.
- Feria en honor a su patrón San Pedro, celebrada el 29 de junio.

## Heráldica
Posadilla, al ser una pedanía, no dispone de escudo propio, aunque sí de anagrama

## Lugares de interés
- Museo de costumbres populares.

## Transporte
A la localidad se accede desde la carretera CO-6408.